# Wayne Babych
Wayne Joseph Babych, född 6 juni 1958, är en kanadensisk före detta professionell ishockeyforward som tillbringade nio säsonger i den nordamerikanska ishockeyligan National Hockey League (NHL), där han spelade för St. Louis Blues, Pittsburgh Penguins, Quebec Nordiques och Hartford Whalers. Han producerade 438 poäng (192 mål och 246 assists) samt drog på sig 498 utvisningsminuter på 519 grundspelsmatcher. Babych spelade också för Binghamton Whalers i American Hockey League (AHL) och Edmonton Oil Kings och Portland Winter Hawks i Western Canada Hockey League (WCHL).
Han draftades av St. Louis Blues i första rundan i 1978 års draft som tredje spelare totalt.
Under en träningsmatch mot Quebec Nordiques inför säsongen 1986–1987, blev han slashad på ena knät av ynglingen Ken McRae, som hade blivit uppkallad från Sudbury Wolves för att deltaga i försäsongsmatcherna för Nordiques. Det gick så pass illa att Babych var tvungen att operera knät men gick inte att rädda hans spelarkarriär, utan han var tvungen att pensionera sig efter bara fyra spelade matcher in i säsongen. Efter spelarkarriären byggde och sålde han golfbanor, ägde ett äventyrsbad och nuförtiden äger och driver Babych en återförsäljare av fordon och ishockeyskola i Winnipeg i Manitoba.
Han är äldre bror till den före detta ishockeyspelaren Dave Babych, som själv spelade i NHL mellan 1980 och 1998.

## Statistik
| 1973–1974   | Spruce Grove Mets     | AJHL        | 56  | 20  | 18  | 38  | 68  | —  | — | —  | —  | —  |
|             | Edmonton Oil Kings    | WCHL        | 1   | 0   | 1   | 1   | 0   | 3  | 0 | 0  | 0  | 0  |
| 1974–1975   | Edmonton Oil Kings    | WCHL        | 68  | 19  | 17  | 36  | 157 | —  | — | —  | —  | —  |
| 1975–1976   | Edmonton Oil Kings    | WCHL        | 61  | 32  | 46  | 78  | 98  | 5  | 2 | 1  | 3  | 23 |
| 1976–1977   | Portland Winter Hawks | WCHL        | 71  | 50  | 62  | 112 | 76  | 10 | 2 | 6  | 8  | 10 |
| 1977–1978   | Portland Winter Hawks | WCHL        | 68  | 50  | 71  | 121 | 218 | 8  | 4 | 4  | 8  | 19 |
| 1978–1979   | St. Louis Blues       | NHL         | 67  | 27  | 36  | 63  | 75  | —  | — | —  | —  | —  |
| 1979–1980   | St. Louis Blues       | NHL         | 59  | 26  | 35  | 61  | 49  | 3  | 1 | 2  | 3  | 2  |
| 1980–1981   | St. Louis Blues       | NHL         | 78  | 54  | 42  | 96  | 93  | 11 | 2 | 0  | 2  | 8  |
| 1981–1982   | St. Louis Blues       | NHL         | 51  | 19  | 25  | 44  | 51  | 7  | 3 | 2  | 5  | 8  |
| 1982–1983   | St. Louis Blues       | NHL         | 71  | 16  | 23  | 39  | 62  | —  | — | —  | —  | —  |
| 1983–1984   | St. Louis Blues       | NHL         | 70  | 13  | 29  | 42  | 52  | 10 | 1 | 4  | 5  | 4  |
| 1984–1985   | Pittsburgh Penguins   | NHL         | 65  | 20  | 34  | 54  | 35  | —  | — | —  | —  | —  |
| 1985–1986   | Pittsburgh Penguins   | NHL         | 2   | 0   | 0   | 0   | 0   | —  | — | —  | —  | —  |
|             | Quebec Nordiques      | NHL         | 15  | 6   | 5   | 11  | 18  | —  | — | —  | —  | —  |
|             | Hartford Whalers      | NHL         | 37  | 11  | 17  | 28  | 59  | 10 | 0 | 1  | 1  | 2  |
| 1986–1987   | Hartford Whalers      | NHL         | 4   | 0   | 0   | 0   | 4   | —  | — | —  | —  | —  |
|             | Binghamton Whalers    | AHL         | 6   | 2   | 5   | 7   | 6   | —  | — | —  | —  | —  |
| NHL totalt  | NHL totalt            | NHL totalt  | 519 | 192 | 246 | 438 | 498 | 41 | 7 | 9  | 16 | 24 |
| WCHL totalt | WCHL totalt           | WCHL totalt | 269 | 151 | 197 | 348 | 549 | 26 | 8 | 11 | 19 | 52 |

### Internationellt
| Källa:        | Källa:        | Källa:        |         | Utv = Utvisningsminuter | Utv = Utvisningsminuter | Utv = Utvisningsminuter | Utv = Utvisningsminuter | Utv = Utvisningsminuter |
| År            | Lag           | Mästerskap    | Matcher | Mål                     | Assists                 | Poäng                   | Utv                     |                         |
| ------------- | ------------- | ------------- | ------- | ----------------------- | ----------------------- | ----------------------- | ----------------------- | ----------------------- |
| 1978          | Kanada        | JVM           | 6       | 5                       | 5                       | 10                      | 4                       |                         |
| 1979          | Kanada        | VM            | 7       | 1                       | 2                       | 3                       | 0                       |                         |
| Junior totalt | Junior totalt | Junior totalt | 6       | 5                       | 5                       | 10                      | 4                       |                         |
| Senior totalt | Senior totalt | Senior totalt | 7       | 1                       | 2                       | 3                       | 0                       |                         |